# 東京英語専修学校
東京英語専修学校（えいごせんしゅうがっこう）は、明治時代に米国聖公会により東京・神田錦町に設立された学校である。立教学院附属の英学、英語教育に注力した学校で、立教大学の前身校の一つとして、外事専門家や英学者を多く育てた。現在の立教大学文学部文学科英米文学専修の前身でもある。
英語専修学校、東京英語学校、神田英語専修学校とも呼ばれたほか、日本英語専修学校などの記述もみられる。

## 概要・歴史
1896年（明治29年）、東京・築地の立教学校（第2次立教学校、立教大学の前身校の一つ）は、立教専修学校と立教尋常中学校に改組され、同年、築地の学内に英語部が設置される。
その後、東京・神田錦町2丁目6番地の東京商業学校の校舎を借り受けると、1897年（明治30年）6月に、英語部は築地からその神田錦町へ移転した。さらに、同年8月に、この英語部を東京英語専修学校へ改称し、同校を各種学校として設置する申請が東京府知事へなされた。
これを受けて、1897年（明治30年）9月、立教大学校（現・立教大学）卒業生の大倉本澄により、東京・神田錦町にアーサー・ロイド（立教学院総理）など外国人教師11名を擁して、東京英語専修学校が開校された。創設時の初代校長にはテオドシウス・ティングが就任するが、翌月10月には左乙女豊秋が第2代校長に就任。学生数は多い時で約500名を擁した。
正科、高等科が設置されていたほか、後述にもある師範科や普通受験科、特別受験科などが置かれた。この頃、後に日本の冷凍物流事業の先駆者となる葛原猪平が高等商業学校（現・一橋大学）で学ぶ傍ら、東京英語専修学校に修学し、農商務省の海外実業練習生に合格し、立教と同じく聖公会が設立した米国のペンシルベニア大学やコロンビア大学に留学している。
1900年（明治33年）8月には、神田英語専修学校として生徒募集がなされているが、設置されていた師範科と普通受験科において、共に各級で欠員があったことから、入学を許可する生徒募集広告が掲出された。
1900年（明治33年）9月には、アーサー・ロイドが校長に就任。
1901年（明治34年）頃には、文部省の検定試験を受験する者のために、海外へ赴く者や実業家などが準備する学科として、特別受験科を設置した。また、当時の生徒数は340・350人から、120・130人の間を昇降していた。
当時の学生らは、信徒でなくとも概ねキリスト教に対して同情を表しており、聖書研究は午前8時から、その日の最初の時間に行われ、6、70人の来集者があった。もちろん、出席するかしないかは自由であったが、時々、生徒から聖書研究の時間を求める声もあったという。また、諸聖徒教会で開かれる木曜と日曜の英語説教にも集まるものも多く、商業学校よりも多くの学生が集まった。
その後、東京英語専修学校は順調に学生数を伸ばしていたものの、立ち退きを余儀なくされるなど多くの問題があったことから、1903年（明治36年）春の復活祭をもって閉校した。しかし、1903年（明治36年）3月から4月には生徒募集がなされるなど学校継続のための活動も行われた。この生徒募集時には、東京英語専修学校は、築地（東京市京橋区明石町26番地）へ移転しており、立教中学校と補修科に併設された。英語専修学校（英語専修部）には高等科と正科の2つのコースが置かれたが、この年（学期）の正科については、上述の文部省検定試験受験者のための受験科であった。
昭和初期には立教学院校友会（現・立教大学校友会）に加え、東京英語専修学校の校友会組織である錦町會が組織されていた。

## 東京専門学校（現・早稲田大学）との関係
立教学院の首脳兼教師陣であるアーサー・ロイドやジェームズ・ガーディナー（立教大学初代校長）は、東京専門学校（現・早稲田大学）でも教鞭を執ったが、立教学校の英語教授であった増田藤之助は東京専門学校（現・早稲田大学）の教授になったのちも、東京英語専修学校及び立教大学でも教えており、両校は教員の関わりがあった。

また、明治期において東京専門学校（現・早稲田大学）出身者でイェール大学に留学した全16名のうち、瀬下源三郎、渡部善次郎、関和知の3名は、東京英語専修学校の出身者でもあることが分かっており、教師らの連携もあり、学生としても東京専門学校（現・早稲田大学）と東京英語専修学校の両校に修学したことが判明している。

## 主な教員
- 増田藤之助 - 早稲田大学名誉教授、日本の英文学の権威で早大文科で坪内逍遙と双璧をなした[3]。
- 大倉本澄 - 東京英語専修学校創設者、旧制第六高等学校（現・岡山大学）教授、旧制甲南高等学校（現・甲南大学及び甲南中学校・高等学校）教授、ハーバード大学の外国人初の舎監
- テオドシウス・ティング - 東京英語専修学校初代校長、立教学校（現・立教大学）校長、大阪・英和学舎創設者、米国聖公会宣教師
- 左乙女豊秋 - 東京英語専修学校第2代校長、立教学校（現・立教大学）主監、立教中学校初代校長、立教専修学校校長、日本聖公会の聖職者
- アーサー・ロイド - 東京英語専修学校校長、立教学院総理、立教専修学校（現・立教大学）校長を務めたほか、東京帝国大学、東京専門学校（現・早稲田大学）、慶応義塾などでも教鞭を執った。

## 主な出身者
- 関和知 - 内務大臣秘書官、陸軍政務次官、憲政会幹部、衆議院議員、東京毎日新聞編集長、豊島岡女子学園中学校・高等学校（旧・牛込高等女学校）理事
- 渡部善次郎 - 松山高等商業学校第2代校長[21]
- 瀬下源三郎 - 三井物産社員[22]
- 奈倉次郎 - 山口高等商業学校（現・山口大学）教授、立教学校（現・立教大学）英語教授、グレン・W・ショー（聖公会のコロンビア大学出身）の翻訳支援者
- 上松蓊 - 古河鉱業門司支店長、製紙会社創業者、南方熊楠の門弟・支援者
- 永井万助 - 朝日新聞社外報部長、翻訳家、「サクラ読本」の生みの親である井上赳の恩師、永井萠二の父
- 葛原猪平 - 山口電灯（山陽電気）創設者・社長、葛原冷蔵創業者・社長、日本初の食品機械冷凍を行った日本の冷凍物流事業の先駆者、衆議院議員
- 相沢熙 - 東京新聞社（旧・国民新聞社）論説委員、教育ジャーナリスト、国民教育奨励会専務理事、徳富蘇峰の側近
- 岡本鶴松 - 朝日新聞社外報部長、ハリー・ポッターシリーズに影響を与えた「トム・ブラウンの学校生活」の翻訳者
- 小野秀太郎 - 台湾総督府郵便電信書記官、朝日新聞社外報部記者、台湾銀行通信員、スタンダード・オイル通信員、立教大学教授、英文通信の権威